# .ss
.ss este un domeniu de internet de nivel superior, pentru Sudanul de Sud (ccTLD).